# Asteridae
Asteridae is een botanische naam in de rang van onderklasse: de naam is gevormd uit de familienaam Asteraceae. In het Cronquist-systeem van 1981 wordt de naam gebruikt voor een van de zes hoofdgroepen van wat Cronquist de Magnoliopsida noemt, de Tweezaadlobbigen, die ook wel Dicotyledones heten. De beschrijving:
Planten in een of meer opzichten meer geavanceerd dan de Magnoliidae; stuifmeelkorrels triaperturtaat (met 3 openingen) of hiervan afgeleid, zaadlobben niet meer dan twee, meeldraden niet bandvormig, gewoonlijk met duidelijke helmknop en -draad, planten produceren zelden benzylisoquinoline of aporfine alkaloïden, wel vaak andere alkaloïden, looistoffen, betalaïnes, mosterdoliën of iridoïde bestanddelen.
Bloemen gewoonlijk goed ontwikkeld en met duidelijk bloemdek, indien dit niet het geval is, gegroepeerd in tweeslachtige pseudanthia of met vele zaden op wandstandige placenta's, zelden met alle kenmerken van de Hamamelidae zoals boven beschreven, pollenkorrels met gevarieerde architectuurtypes, zelden echter met porie of korrelvormige infrastructuur.
Bloemen vergroeidbladig (zelden losse bloembekleedsels of zonder bloembekleedsels), meeldraden gewoonlijk even veel als kroonslippen of minder, nooit tegenover de kroonslippen staande, zaadknoppen unitegmisch (1 integument) en tenuinucellair (enkele laag cellen in de nucellus), vaak met een integumentair tapetum, vruchtbladen gewoonlijk 2, zelden 3-5 of meer, planten zelden met looistoffen, nooit met betalaïnes of mosterdoliën, vaak met iridoïde inhoudstoffen en verscheidene soorten afweerstoffen.
De samenstelling (1981) is de volgende:
- onderklasse Asteridae
  - orde Asterales
  - orde Callitrichales
  - orde Campanulales
  - orde Dipsacales
  - orde Gentianales
  - orde Lamiales
  - orde Plantaginales
  - orde Rubiales
  - orde Scrophulariales
  - orde Solanales

De 22e druk van de Heukels' Flora van Nederland, 1996, volgt ook Cronquist (of liever een licht aangepaste versie van dit systeem). Daar zijn de onderklassen een rang terug gezet en superorden geworden: deze groep heet dan de superorde Asteriflorae.
De 23ste druk van de Heukels, 2005, gebruikt echter het APG II-systeem (of liever een licht aangepaste versie van dit systeem) en daarin bestaat deze groep niet. De planten uit deze groep worden daar geplaatst in de Asteriden.
Daarentegen gebruikt Mabberley's Plant-book (2008) deze naam Asteridae juist voor deze Asteriden.
Ook onder de PhyloCode wordt Asteridae (dan wel /Asteridae) de naam voor die groep (te weten de Asteriden), als de PhyloCode ooit in werking treedt, maar dit is dan geen botanische naam, en de naam heeft geen rang: het is dan de clade /Asteridae.